# Tisbe pori
Tisbe pori är en kräftdjursart som beskrevs av Betouhim-el och Kahan. Tisbe pori ingår i släktet Tisbe och familjen Tisbidae. Inga underarter finns listade i Catalogue of Life.